# Pfarrkirche Schneegattern

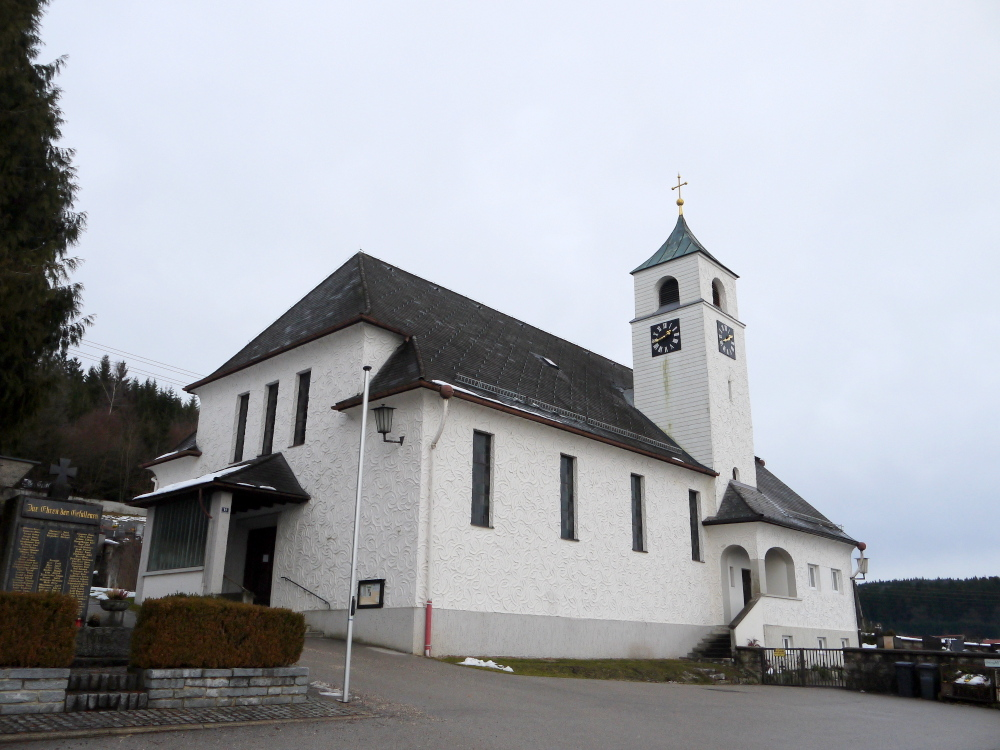
Pfarrkirche Schneegattern

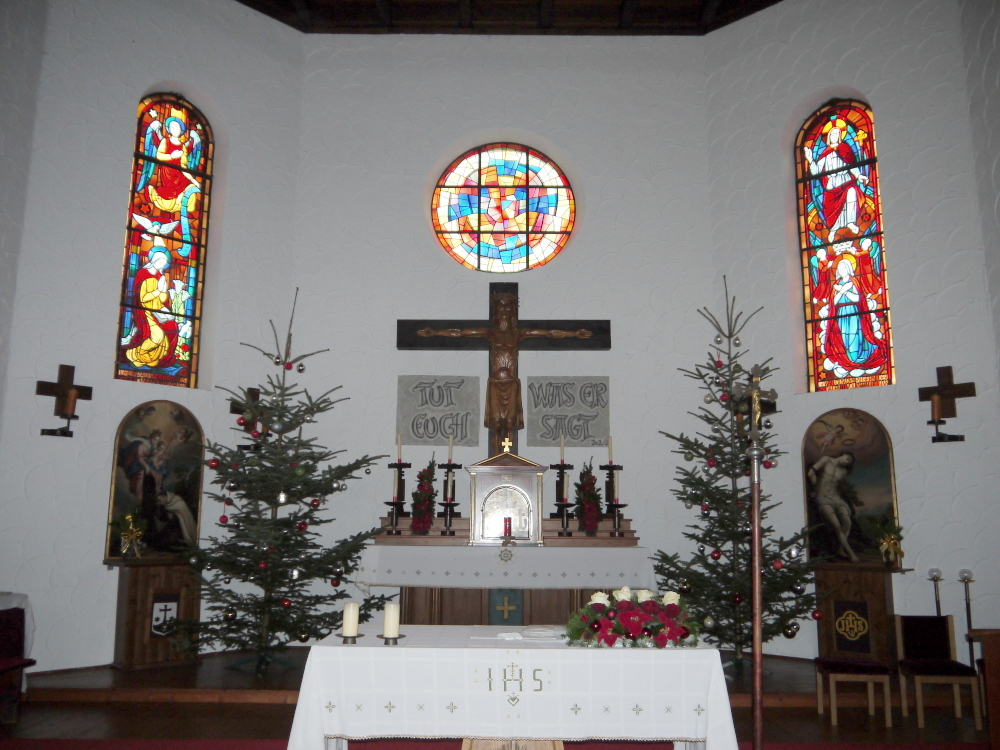
Altarraum

Die Pfarrkirche Schneegattern steht im Ort Schneegattern in der Gemeinde Lengau im Innviertel in Oberösterreich. Die römisch-katholische Pfarrkirche hl. Maria von Lourdes gehört zum Dekanat Mattighofen in der Diözese Linz. Die Kirche steht unter Denkmalschutz.

## Geschichte
Die Pfarrkirche wurde anstelle einer Holzkirche auf Initiative von Pfarrer Johann Weißengruber nach Plänen von Richard Puchner in den Jahren 1934 bis 1936 erbaut und am 12. Oktober 1936 von Bischof Johannes Maria Gföllner geweiht. Bei der Kirche handelt es sich um ein dreischiffiges Langhaus mit offenem Dachstuhl. Ein von Johann Weißengruber geschnitztes Kreuz bildet das Zentrum des Altarraumes. Im linken Seitenschiff befindet sich die Lourdesgrotte, im rechten der Herz-Jesu-Altar.